# 民間薬
民間薬（みんかんやく）は、医療の専門家ではない庶民の間に伝承されてきた薬のことで、その多くが植物起源の生薬である。

## 概要
本来は、医師にかかるほどでもない症状の改善や、医師が来るまで応急用に使われるものであるが、第二次世界大戦以前の日本においては医師の絶対数が不足しており、また、医療保険制度もなかった。更に明治時代以前には交通・流通システムが十分に発達しておらず、交通路から外れた地域では市販の薬品を購入する機会にも乏しかった。従って身近に医師や薬売りがいなかったり、経済的な事情などから、恵まれた都市部の一部の人を除き、よほどの病気でないと医師にかかることや薬局で薬を買うことは少なく、民間薬ですませてしまうことも多かった。
江戸時代には『救民妙薬』・『広恵済救方』のような民間薬の処方を記した書籍が刊行され、『譚海』・『耳袋』・『武江年表』などの民間の風俗について論じた書籍でも民間薬について触れられている。
よく知られているものには、腹壊しに使うセンブリ、整腸剤のキハダ（黄檗）、腹痛に使うゲンノショウコ、子供の引きつけに用いるユキノシタ、切り傷などに用いるアロエ（医者いらず）、虫さされやかゆみ止めのアサガオの葉、殺菌・消炎効果をもたらすものとして腫物にドクダミ・切り傷にヨモギ、喉の痛みにナンテン、痔にイチジクの葉、汗疹にモモの葉などがある。また、カキのようにへたはしゃっくり、葉は滋養強壮などと部位によって別の効力を有するものもある。
現在は大衆薬が豊富に出回っており、また日本では国民皆保険制度により医療へのアクセスが容易になっているため、民間薬を使う機会はほとんどない。
また、現在はこれらを「民間薬」と宣伝して販売することは薬事法で厳しく規制されている。

## 漢方薬との違い
生薬を用いる点では漢方薬に似ているが、漢方薬が甘草湯や独参湯などの一部の処方を除いて複数の薬味によって構成され、東洋医学における証をたてて用いなければならないのに対し、民間薬は、単品で用いられることが多く、一つの症状を目標に用いられることが多い。
漢方薬は東洋医学の理論をもとに処方されるのに対し、民間薬は経験的な民間伝承に基づいて用いられるものである点で両者は異なるとされる。また、その効果は民間薬の場合には全般的で漠然と働くものが多いとされるのに対し、漢方薬においては比較的限定的で正確に働くとされる。
歯痛の特効薬・桂枝五物湯や、痔核に用いる乙字湯などは、証をたてずに対症療法で用いるため、漢方薬と民間薬の中間的な薬である。

## 代表的な民間薬
- 蘆薈（ろかい、アロエ, 通称医者いらず）…切り傷・うちみ・火傷・しもやけ・にきび
- 淫羊霍（いんようかく、イカリソウ）…滋養強壮
- 桜皮（オウヒ）…健胃・整腸・下痢
- 木防己（もくぼうい、オオツヅラフジ）…神経痛
- 車前子（しゃぜんし、オオバコ）…利尿・眼病・咳止め
- 黄柏（黄檗、黄柏、キハダ）…健胃・整腸・湿布薬
- 山梔子（さんしし、クチナシ）…うちみ・ひび・しもやけ
- 玄草（ゲンノショウコ）…整腸・外傷・湿疹・うがい薬
- 牛蒡子（ゴボウシ、「悪実」ともいう）…腫物・むくみ・血の道
- 蜆（シジミ）…二日酔・肝機能強化
- 菖蒲根（ショウブ）…入浴剤（神経痛）・健胃
- 蘇葉（シソノハ）…入浴剤（冷え性・神経痛）・風邪・喉痛
- 当薬（センブリ）…健胃・円形脱毛症
- 蒲公英（タンポポ）…健胃・利尿・催乳
- 十薬（ドクダミ）…利尿・腫物
- 南天実（ナンテン）…咳止・歯痛
- 肉桂（ニッケイ、桂枝）…健胃・整腸・入浴剤
- 忍冬（ニンドウ）…解毒・利尿・腫物
- 薏苡仁（よくいにん、ハトムギ）…疣取り・催乳・利尿
- 反鼻（マムシ）…黒焼（滋養強壮）・切り傷・腫物
- 陳皮（ちんぴ、ミカン皮）…健胃・風邪・入浴剤
- 地竜（ミミズ）…解熱剤
- 桃葉（モモ葉）…フケ・あせも・湿疹
- 艾葉（がいよう、ヨモギ）…健胃・貧血・冷え性・腰痛・切り傷